# Folkealliancen
Folkealliancen (islandsk: Alþýðubandalagið) var et islandsk socialistisk parti. Det blev dannet 1956 som et valgforbund mellem Socialistpartiet (Sósíalistaflokkurinn) og en udbrydergruppe fra Islands Socialdemokratiske Parti (Alþýðuflokkurinn) under ledelse af partiets tidligere formand Hannibal Valdimarsson. I 1968 blev valgforbundet omdannet til et egentligt politisk parti, hvilket året efter fik Hannibal til sammen med en kreds af meningsfæller til at danne Sammenslutningen af liberale og venstreorienterede.  

## Ideologi og mærkesager
Partiets ideologiske grundlag var en blanding af socialisme og pacifisme. Dets vigtigste mærkesag var en stærk modstand mod Islands deltagelse i NATO og mod den amerikanske militærbase i Keflavík. Partiet ønskede desuden samfundseje af banker, større erhvervsvirksomheder og infrastruktur. Fra begyndelsen af 1990'erne opgav partiet sin marxistiske samfundsanalyse og ønsket om nationaliseringer og blev et reformistisk venstrefløsparti. 

## Vælgergrundlag og historie
Folkealliancen overtog Socialistpartiets kernevælgere blandt arbejdere og intellektuelle og fik indtil slutningen af 1980'erne 15-20% af stemmerne. Efter den kolde krigs ændrede det politiske klima på Island sig og NATO modstanden forsvandt som samlingspunkt for venstrefløjen. Partiet blev derefter præget af fraktionsdannelser og interne stridigheder, samtidig med at mange kvindelige medlemmer og vælgere gik over til det nye feministiske parti Kvindelisten. I 1999 indgik Folkealliancen i en valgalliance med Islands Socialdemokratiske Parti, Kvindelisten og Folkebevægelsen, og i 2000 omdannedes alliancen til et nyt parti, Socialdemokratisk Alliance (Samfylkingin).

## Partiformænd
- Hannibal Valdimarsson (1956–1968) (Valgalliance)
- Ragnar Arnalds (1968–1977)
- Lúðvík Jósepsson (1977–1980)
- Svavar Gestsson (1980–1987)
- Ólafur Ragnar Grímsson (1987–1995)
- Margrét Frímannsdóttir (1995–1998)